# Vasilij Ivanovič Surikov
Vasilij Ivanovič Surikov (rusky Василий Иванович Суриков; 12. lednajul./ 24. ledna 1848greg. Krasnojarsk – 6. březnajul./ 19. března 1916greg. Moskva) byl ruský malíř, autor rozsáhlých historických děl, představitel ruského uměleckého sdružení peredvižniků.

## Život

### Rodina
Vasilij Ivanovič Surikov se narodil 12. (24.) ledna roku 1848 v kozácké rodině v Krasnojarsku. Byl pokřtěn 13. ledna v tamním Chrámu všech svatých. Jeho dědeček byl Vasilij Ivanovič Surikov (umřel v roce 1848), bratranec jeho dědečka Alexander Stěpanovič Surikov byl ataman Jenisejského kozáckého pluku. Legenda hovoří o jeho ohromné síle, když během bouřky prý sám zachránil odtrženou kozáckou loď z vod rozbouřené řeky Jenisej. Je po něm pojmenován Atamanský ostrov. Dědeček z matčiny strany - Vasilij Ivanovič Torgošin sloužil jako setník v Turuchansku.
Otec - Ivan Vasiljevič Surikov byl guberniálním registrátorem. Matka - Praskovja Fedorovna Torgošinova - se narodila 14. října 1818 v kozácké stanici Torgošino pod Krasnojarskem (v současnosti Torgašino). V roce 1854 byl jeho otec převelen na službu do obce Suchoj Buzim.
Jeho pravnuky jsou slavný režisér a herec Nikita Michalkov a scenárista a režisér Andrej Končalovskij.

### V Krasnojarsku
Ve věku osmi let přišel Surikov do Krasnojarsku a absolvoval dvě třídy církevní školy. V roce 1858 zahájil studium na Krasnojarském učilišti. Jeho rodiče zůstali žít v Suché Buzimě. V roce 1859 zde zemřel na tuberkulózu jeho otec Ivan Vasiljevič, matka se spolu s dětmi vrátila do Krasnojarsku. Kvůli nedostatku peněz museli pronajmout horní patro domu.
Vasilij Ivanovič začal malovat už v raném dětství. Jeho prvním učitelem malby se stal Nikolaj Vasiljevič Grebneva. Dílo, které je považováno za jeho první, je akvarel Vory na Jeniseji z roku 1862 (dnes vystaven v domě-muzeu V. I. Surikova v Krasnojarsku).
Po ukončení studia na učilišti byl Surikov přijat jako písař na guberniálním ředitelství - v rodině neměli dostatek finančních prostředků na pokračování studia. Během jeho práce v úřadě si všiml jeho talentu gubernátor Jenisejské gubernie P.N. Zamjatin. Podařilo se mu najít mladému Surikovi mecenáše - obchodníka se zlatem P. I. Kuzněcova, který mu zaplatil studium v Akademii umění v Petrohradě.

### V Petrohradě

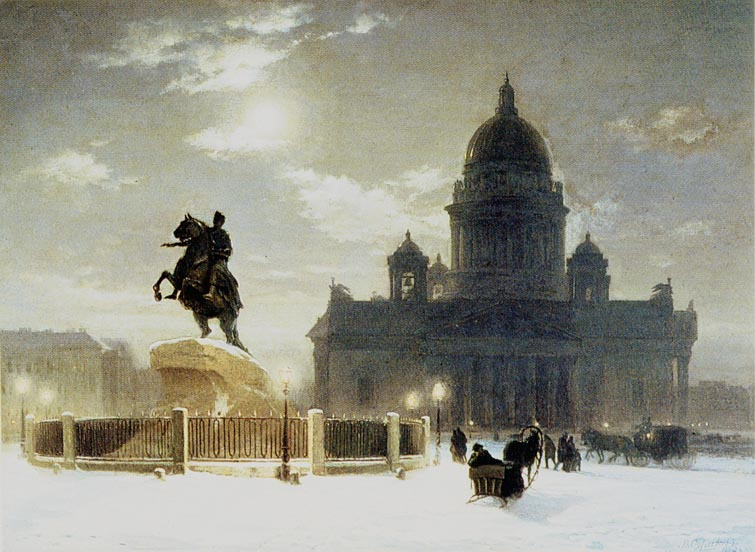
Pohled na pomník Petra I. na Senátním náměstí

11. prosince 1868 odešel Vasilij Ivanovič spolu s vozovou karavanou z Krasnojarsku do Petrohradu. Podařilo se mu dostat na Akademii umění až na druhý pokus, když začátkem září 1869 úspěšně prošel přijímacími zkouškami. Stal se externím posluchačem a o rok později řádným studentem.
V období mezi lety 1869 až 1875 se učil v petrohradské Akademii umění pod vedením Pavla Petroviče Čistjakova. Během studia Surikov získal za své práce čtyři stříbrné medaile a několik peněžitých odměn. Ve svých dílech se věnoval zejména kompozici, za což dostal přezdívku "Kompozitor".
První samostatnou práci Pohled na pomník Petra I. na Senátním náměstí koupil jeho mecenáš Kuzněcov (v současnosti se nachází v Krasnojarském muzeu). V létě roku 1873 přišel do Krasnojarsku, nějaký čas strávil v Chakasku - v blízkosti naleziště zlata. V roce 1874 Surikov daroval Kuzněcovovi svůj obraz Milosrdný samaritán, za který získal malou zlatou medaili.
4. listopadu roku 1875 Vasilij Ivanovič ukončil Akademii jako třídní umělec prvního stupně.

### V Moskvě
Surikov poté získal objednávku na vytvoření čtyř fresek ekumenických koncilů v Chrámu Krista Spasitele v Moskvě. Na freskách začal pracovat v Petrohradě, ale v roce 1877 se přestěhoval do Moskvy. V Moskvě neměl vlastní dům, žil v pronajatých prostorách a hotelích. Často cestoval do Krasnojarsku, kde trávil léto.
25. ledna roku 1878 se oženil s Jelizavetou Augustovnou Šaré (1858–1888). Její matka Marie Alexandrovna Šaré byla příbuzná děkabristy Petra Nikolajeviče Svistunova. Narodily se jim dvě dcery: Olga a Jelena.

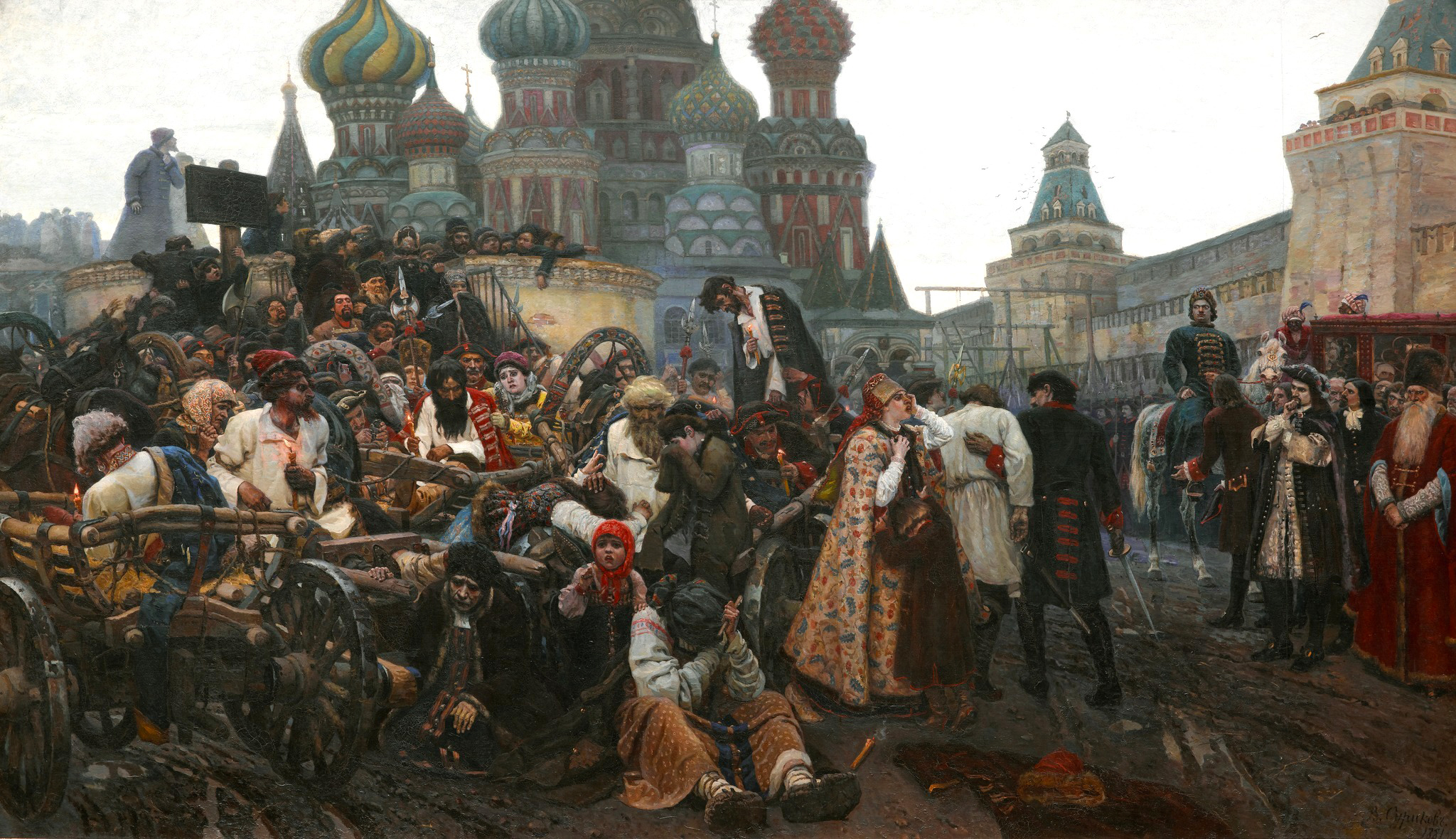
Ráno před popravou střelců

V roce 1878 Vasilij Ivanovič začal práci na obraze Ráno před popravou střelců. Historickou kompozici dokončil v roce 1881. Ve stejném roce se stal členem skupiny Tovariščestvo peredvižnych chudožestvennych vystavok (Sdružení putovních uměleckých výstav).
Sběratel umění P. M. Treťjakov koupil v roce 1883 Surikovův obraz Menšikov v Berezově. Umělec tak získal dostatek prostředků na uskutečnění zahraniční cesty. Navštívil Německo, Itálii, Francii, Rakousko, poznal sbírky drážďanské galerie či Louvru.

### Bojarka Morozovová
V roce 1881 vytvořil Surikov první náčrt Bojarky Morozovová a s prací na obraze začal v roce 1884. Poprvé umělec slyšel o bojarce od své tety Olgy Matvejevny Durandinové, u které žil během studia na Krasnojarském učilišti. Dlouho nedokázal najít předlohu pro hlavní postavu díla - Morozovovou. Jedním z jejích prototypů se stala Surikovova teta Avdotija Vasilevna Torgošinová. Její muž Stepan Fjodorovič je zobrazen na plátně Ráno před popravou střelců, jako střelec s černou bradou. Předlohou pro smějícího se kupce v levé části obrazu se stal bývalý diak chrámu v Suché Buzimě - Varsanofij Semjonovič Zakourcev. Ten mu pózoval již v roce 1873 na studii Smějící se kněz v Krasnojarsku. Poutníka s berlou, který se nachází na pravé straně obrazu, zase potkal Surikov na cestě do Suchobuzimska.
Bojarka Morozovová byla vystavena na 15. výstavě peredvižniků v roce 1887. Během léta Surikov odchází do Krasnojarsku. 8. srpna 1887 zde pozoruje úplné zatmění slunce a maluje náčrt zatmění, který se zachoval v Tverské galerii. Ve stejném roce Vasilij Ivanovič začíná pracovat i v žánru portrétu. Jedním z prvních se stal portrét jeho matky (1887). Portrét Můj bratr byl umělcem vytvořen pravděpodobně také v tomto roce.

### Dobytí sněhového městečka

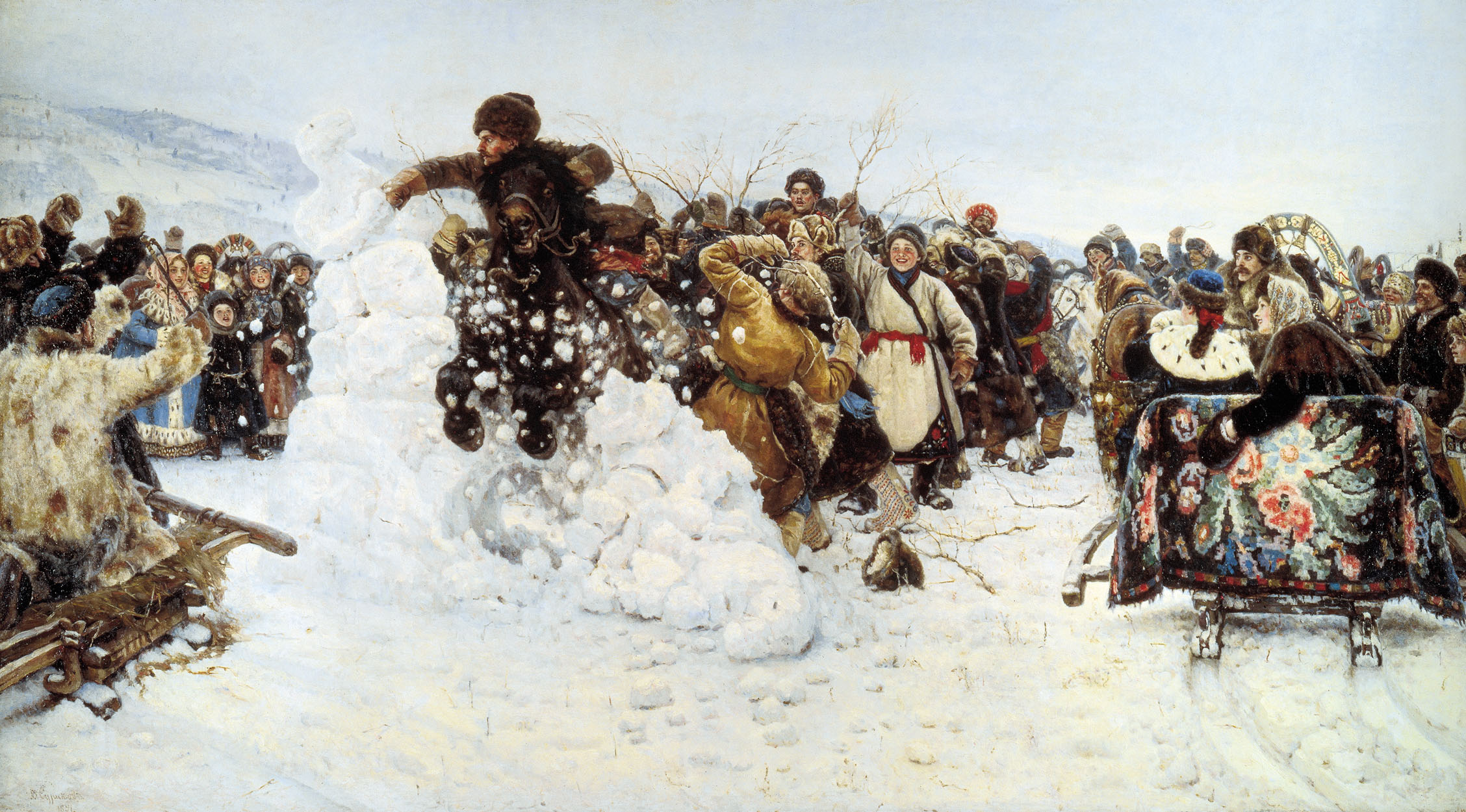
Dobytí sněhového městečka

8. dubna 1888 umřela Surikovovi žena. Začátkem léta 1889 umělec odešel spolu s dcerami zpět do Krasnojarsku, kde žil až do podzimu 1890. V Krasnojarsku namaloval obraz Dobytí sněhového městečka (dokončen v roce 1891, vystaven v Ruském muzeu v Petrohradě).
Hru dobytí sněhového městečka poprvé Surikov uviděl v raném dětství na cestě do rodné obce matky - Torgošina. Hlavní myšlenku obrazu mu vnukl jeho mladší bratr Alexander, který je i zobrazen na jeho pravé straně, stojící na saních. Ve stejných saních sedí i z profilu namalovaná Jekatěrina Alexandrovna Račkovskaja - žena známého Krasnojarské doktora. Sněžný hrad byl postaven ve dvoře usedlosti Surikovovů a na hře se zúčastnili obyvatelé vesnice Bazaicha.
Obraz byl vystaven na mezinárodní výstavě v Paříži v roce 1900 a získal medaili.

### Jermak Timofejevič dobývá Sibiř
Během návštěv Sibiře Surikov studoval životní styl a způsob života místních národů: Vogulů, Ostiaků, Chakazů aj. V roce 1891 se začala jeho práce na obraze Jermak Timofejevič dobývá Sibiř. Studie k dílu maloval na řece Ob. Ve svém dopise domů napsal: "Maluji Tatary. Namaloval jsem dostatečný počet. Našel typ pro Jermaka. V práci na obraze Jermak Timofejevič dobývá Sibiř pokračoval i v roce 1893 a dokončil ho v roce 1895.
Od roku 1893 byl Surikov členem petrohradské Akademie umění.

### Suvorovův přechod přes Alpy

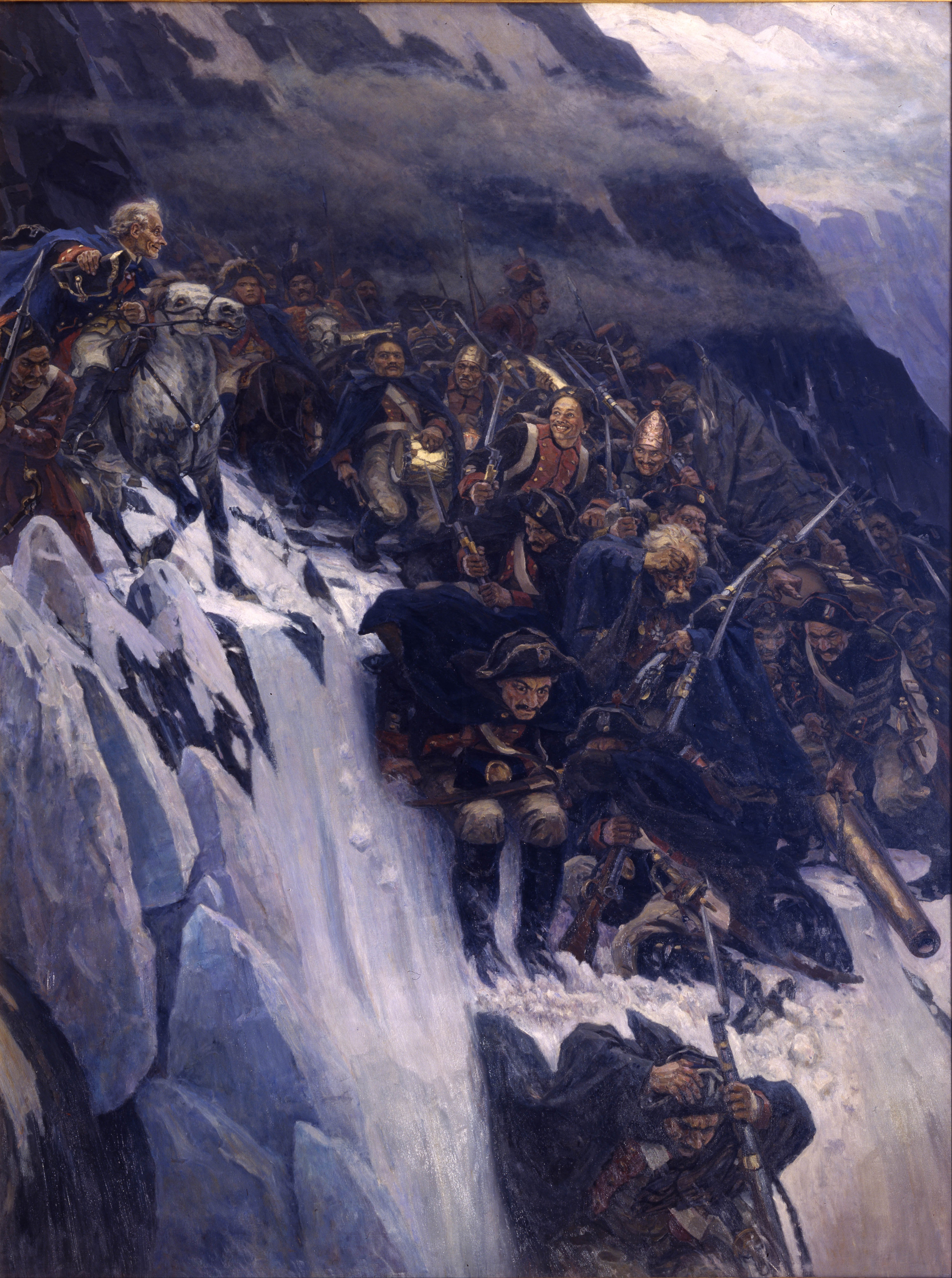
Suvorovův přechod přes Alpy v roce 1799

V říjnu roku 1895 v Krasnojarsku Surikov naplánoval obraz Suvorovův přechod přes Alpy. Prvním prototypem Suvorova se stal kozácký důstojník ve výslužbě Fjodor Fjodorovič Spiridonov. Ten pro Surikova sestavoval rodokmen a měl již 80 let. V roce 1898 se objevila studie, podle níž prototypem Suvorova byl učitel zpěvu Krasnojarské chlapeckého gymnázia - Grigorij Nikolajevič Smirnov. Smirnov měl i bílého koně, na kterém Surikov zobrazil sedícího Suvorova. V létě roku 1897 Vasilij Ivanovič navštívil Švýcarsko, kde maloval další studie. Práci na obraze ukončil v roce 1899, přesně 100 let po italském pochodu generála Suvorova. Dílo bylo vystaveno v Petrohradě, v Moskvě a nakonec ho koupil car.

### Stepan Razin
Idea obrazu Stepan Razin vznikla ještě v roce 1887, ale pracovat na něm malíř začal až v roce 1900. Studie k obrazu tvořil na Sibiři a na řece Don. Prototypem Stepana Razina se stal krasnojarský vědec Ivan Timofejevič Savenkov. Je možné, že první studie maloval podle Ivana Timofejeviča a pozdější podle jeho syna.
V roce 1907 se Surikov stal členem Svazu ruských malířů a opustil řady peredvižniků.
Paralelně se Stepanem Razinem Surikov pracoval i na několika jiných obrazech. V roce 1901 V. M. Krutovskyj ukázal malíři brožuru N. Ogloblina o Krasnojarském povstání (vydána v Tomsku). Krasnojarské vzpoury v letech 1695–1698 účastnili i Surikovovi předkové - Pjotr a Ilja Surikov. Vasilij Ivanovič začíná tvořit obraz Krasnojarskij bunt 1695 goda. Nedokončený zůstal i obraz Kniagiňa Oľga vstrečaet tělo Kniaz Igora, ubytogo derevjanami. Toto dílo vymyslel v roce 1909, během cesty na jezero Šira.

### Poslední roky
Po přečtení knihy I. J. Zabelina "Domašnyj byt ruských Carica v 16.-17. vekach" Surikov od roku 1908 maluje obraz Posešenie carevnoj ženskogo monastýr. Prototypem carevny se staly vnučky Surikova - Natália Končalovskaja a Asja Dobrinskaja.
V roce 1910 Surikov spolu se zetěm, umělcem P.P. Končalovským, navštívil Španělsko. Po iniciativě Surikova a L. A. Černyševa byla v Krasnojarsku v roce 1910 otevřená umělecká škola. Surikov poslal z Petrohradu potřebné učební pomůcky.
V létě roku 1915 navštívil Krasnojarsk, kde maloval několik krajinek: Krasnojarsk v rajone Blagoveššenskoj Cerkva, Plaškout na Jenisji a několik akvarelů. Nedokončený zůstal obraz Blagoveššenie.
V roce 1915 Vasilij Ivanovič odešel na léčení na Krym.
Surikov umřel v Moskvě 6. března 1916 kvůli srdeční skleróze. Je pohřben spolu se ženou na Vagaňkovském hřbitově.
Jeho jméno nese Moskevský institut umění. V rodném kraji, v Krasnojarsku, mu byl v roce 1954 postaven památník (sochař L. J. Ejdlin, architekt V. D. Kirchoglani), na stejném místě bylo v roce 1948 otevřeno muzeum. V jeho domě, který slouží také jako muzeum, byl v roce 2002 postaven nový památník (sochař Jurij Zlotia). Na jeho počest byl nazván kráter na Merkuru a planetka.